# André-Jacques Auberton-Hervé
André-Jacques Auberton-Hervé, né le 2 novembre 1961 à Rabat (Maroc), est l'un des deux fondateurs de la société électronique grenobloise Soitec en 1992 qu’il a dirigé en tant que président directeur général pendant 23 ans.

## Biographie
Ingénieur de l'École Centrale de Lyon de la promotion 1983 et docteur en physique de l’École Centrale de Lyon en 1986, il est d'abord chercheur au LETI, un laboratoire du CEA à Grenoble. Il est alors responsable du développement du procédé de fabrication CMOS (Complementary Metal Oxyde Silicon), une technologie de fabrication des composants électroniques, et du programme SOI (Silicium sur isolant).
Il fonde la société Soitec en 1992 avec son collègue Jean-Michel Lamure et il en est le directeur opérationnel depuis l'origine. Spécialisée dans la production de silicium sur isolant (SOI), l'entreprise s'impose rapidement comme un acteur incontournable de l'industrie des semi-conducteurs. Une performance notamment rendue possible grâce à la création d’un procédé disruptif de production des plaques de silicium sur isolant (Smart Cut™).
En 1999, Soitec ouvre son capital et l'entreprise intègre Euronext Paris.
Entre 1999 et 2007, la société multiplie son chiffre d’affaires par plus de 50 dans les applications gourmandes en puissance de calcul, et sa capitalisation boursière par 16. Malgré la crise des subprimes, la société réussit à renouveler son portefeuille de produits et reste un leader dans la révolution des produits électroniques mobiles et connectés
En 2012, André-Jacques Auberton-Hervé crée la fondation Sunidarity pour l’électrification des villages isolés. Une action rendue possible grâce à un module solaire CPV (panneau photovoltaïque à concentration) intégrant du stockage sur batterie permettant une autonomie totale en énergie. Cette technologie a été en particulier développée à Haïti et Madagascar.
La technologie solaire CPV développée par Soitec en collaboration avec le CEA/Leti et le Fraunhofer Institute reste encore aujourd’hui un record d’efficacité en termes de conversion de l’énergie solaire en électricité (47%) toutes technologies confondues.
En 2015, l'opinion majoritaire du conseil d’administration de SOITEC est que les activités photovoltaïques, qui ont compensé la baisse du chiffre d’affaires de l’électronique liée aux activités microprocesseurs, sont soumises à une trop forte concurrence venant d’Asie. Le président directeur général se prononce en faveur du recentrage de l’entreprise sur les activités électroniques qui connaissent alors un fort rebond. Une décision prise malgré un fort attachement pour les énergies renouvelables et leur impact écologique.
André-Jacques Auberton-Hervé est directeur général et président du conseil d'administration de SOITEC jusqu'en 2015, date à laquelle il devient président d’honneur du groupe.
Cette même année il fonde le cabinet de consultants 4A-CE et continue à s'intéresser au développement de l'énergie solaire. Il apporte, aux entreprises et aux Etats, son expérience en matière de management de l’innovation et de gestion de projets complexes dans les secteurs des technologies de l’information et des énergies renouvelables.
Il contribue également au financement et à la gouvernance d'entreprises innovantes en forte croissance dans des secteurs comme l’imagerie digitale (Enlaps), la robotique (Hoomano) ou bien encore la distribution (Swaven). Ces investissements sont réalisés via son propre fonds d’investissement (STAR) ainsi qu’à travers C4Ventures (fonds d’investissement créé par Pascal Cagni), Sofinnova et d'autres investisseurs institutionnels et familiaux.
En 2020, SOITEC est le leader mondial de son secteur (électronique). La société comptabilise 80 % de part de marché dans le silicium destiné aux semi-conducteurs et atteint en 2020 un chiffre d'affaires de près de 600 M€.

## Engagements
Depuis 1995 : André-Jacques Auberton-Hervé est membre de l'association mondiale Semiconductor Equipment and Materials International (SEMI) 
2007 : création de la SOI Industry Consortium, organisation internationale regroupant 19 sociétés de l’industrie électronique, dont l’objectif est de favoriser l’adoption du SOI à l’échelle mondiale. André-Jacques Auberton-Hervé en est le premier président pendant 3 ans et en demeure aujourd’hui le président d’honneur.
2008 : il est trésorier et membre du présidium de l'AENEAS (Association for European NanoElectronics Activities). Il est également membre de l'Electrochemical Society, de l'IEEE et de l'ENIAC (European Nanoelectronics Initiative Advisory Council).
2010 : il est président du Conseil consultatif européen SEMI.
Depuis 2010 : André-Jacques Auberton-Hervé est membre du groupe de la Commission européenne sur les technologies clés génériques (KET : Key Enabling Technologies). Ce groupe d'experts industriels et universitaires européens est chargé de définir une stratégie à long terme pour des technologies telles que la nanoélectronique, les nanotechnologies, la photonique, les matériaux avancés et la biotechnologie.
2011 - 2014 : il est par deux fois élu vice-président et président du conseil d'administration de SEMI International.

## Publications
2016 : André-Jacques Auberton-Hervé publie De l’Audace!, un essai dans lequel il partage ses idées sur le modèle de croissance européenne et les opportunités offertes par la révolution industrielle 4.0.
Il défend l’idée selon laquelle pour rester compétitif face à la Chine et les Etats-Unis, l’Europe, avec ses 500 millions de consommateurs, se doit de faire émerger des leaders technologiques de taille mondiale en s’appuyant sur un marché de capitaux ouvert et unifié à l’échelle du continent européen.
Il est un contributeur régulier dans la presse au travers de tribunes parues dans Les Echos, La Tribune et partage son point de vue sur des sujets comme les startups, le financement des entreprises de croissance et la nécessité de créer un NASDAQ européen,.

## Distinctions
1999 : Prix SEMI européen pour son travail sur la technologie Smart Cut ™ et sa contribution globale à l'industrie mondiale des semi-conducteurs.
2006 : Prix de l’audace créatrice remis par le président Jacques Chirac
2007 : Trophée INSEAD de l’entrepreneur innovant
2014 :  Chevalier de la Légion d'honneur
2014 :  Chevalier de l'ordre national du Mérite